# Vincent Wan
Vincent „Wonky“ Wan ist ein australischer Pokerspieler. Er gewann 2020 das Main Event der Aussie Millions Poker Championship.

## Pokerkarriere
Seine erste Geldplatzierung bei einem Live-Pokerturnier erzielte Wan im November 2006 in seinem Stammcasino, dem Crown Casino in seiner Heimatstadt Melbourne. Dort verzeichnete er im Januar 2008 bei der Aussie Millions Poker Championship auch seinen ersten Turniersieg in der Variante No Limit Hold’em und sicherte sich den Hauptpreis von mehr als 140.000 Australischen Dollar. Nach zahlreichen kleineren Preisgeldern folgte Mitte Januar 2020 der bislang größte Erfolg seiner Pokerkarriere. Der Australier setzte sich beim Main Event der Aussie Millions gegen 819 andere Spieler durch und erhielt aufgrund eines Deals mit zwei anderen Spielern eine Auszahlung von über 1,3 Millionen Australischen Dollar. Da die Live-Pokerturnierszene in jenem Jahr aufgrund der globalen COVID-19-Pandemie weitestgehend zum Erliegen kam, reichte Wan dieser eine Turniersieg, um am Jahresende als Card Player Player of the Year ausgezeichnet zu werden. Seitdem erzielte er bis dato keine weitere Live-Geldplatzierung.
Insgesamt hat sich Wan mit Poker bei Live-Turnieren umgerechnet mehr als eine Million US-Dollar erspielt.